# Mengers svamp
Mengers svamp (eng: Menger sponge) er en tredimensionel fraktal konstrueret af østrigeren Karl Menger i 1927.

## Konstruktion
| Mengers tvättsvamp, de fire første niveauer af konstruktionen. |
| En metode at konstruere Mengers svamp kan visualiseres som følger: 1. Udgå fra en terning (første delbillede). 2. Formindsk terningen så sidens længde er {\displaystyle 1/3} af den oprindelige, og lav 20 kopier af den. 3. Placér kopierne så de når samme størrelse som den oprindelige terning men uden dens centrale dele (næste delbillede). 4. Gentag processen fra trin 2 for de nye mindre terninger fra sidste trin. I hver iteration (dvs. gentagelse af de tre sidste trin) bliver effekten at dele af terningen tages bort, aldrig at noget lægges til. Mengers svamp består af de dele af terningen som aldrig tages bort, uanset hvor mange iterationer man udfører. |

Antal terninger multipliceres med 20 i hver iteration. Efter  {\displaystyle n} iterationer er antallet af terninger altså {\displaystyle 20^{n}}.
| Iter | Terninger  | Sum        |
| 0    | 1          | 1          |
| 1    | 20         | 21         |
| 2    | 400        | 421        |
| 3    | 8 000      | 8 421      |
| 4    | 160 000    | 168 421    |
| 5    | 3 200 000  | 3 368 421  |
| 6    | 64 000 000 | 67 368 421 |

I det første niveau er endnu ingen iterationer udført (20^0 = 1).